# Fabrice Ravel-Chapuis
Fabrice Ravel-Chapuis est un compositeur, pianiste et arrangeur français né en 1967.

## Biographie
Il se fait connaître auprès du public dans les années 1990 grâce à Artango (en), un duo de tango contemporain composé de Jacques Trupin et lui-même. Entre 1993 et 2003, Artango sort cinq albums, dont Un soir (EMI - Virgin Classics - 1999) dans lequel le duo s’offre la collaboration de l’Orchestre national de Lille dirigé par Jean-Claude Casadesus. Parallèlement à Artango, Fabrice Ravel-Chapuis trace une importante carrière d’arrangeur, entre autres pour Bénabar, François Morel, Salvatore Adamo, Jean Guidoni, Yves Duteil ou encore Régine et un parcours de compositeur de musique instrumentale,.

## Composition
Fabrice Ravel-Chapuis compose une musique de chambre aux influences marquées à la fois par le mouvement minimaliste américain et par l’héritage des compositeurs impressionnistes français.
En 2004, il est lauréat de la Villa Kujoyama, compositeur en résidence à Kyoto au Japon, où il créera l’opéra-parlé Canal Tamagawa en compagnie de Philippe Adam. Son séjour au Japon sera le début d’une longue collaboration avec l’artiste pop Kenzo Saeki.
Parmi ses œuvres, on citera ses deux opéras parlés Canal Tamagawa (2005) paru aux Éditions Verticales et Il manque une pièce (2012) paru chez Joca Seria, tous les deux sur un livret de l’écrivain Philippe Adam. Son double album Le cabinet de curiosités suivi de En danger a été labellisé « Sélection FIP Classique » et 4 étoiles du magazine Classica en 2013.

## Illustration musicale
Ses œuvres sont régulièrement utilisées pour l’illustration musicale. On notera récemment sa participation aux deux derniers livres-disques de Guillaume Gallienne, inspirés de l’émission ça peut pas faire de mal de France Inter, ou encore sa collaboration avec l’artiste Unglee pour des pièces radiophoniques (Aldo Mettezetti et L'oriental sur France Culture) et la signature sonore de son « parfum d’artiste » (Tulipe Bleue,). Il a également composé le générique de l’émission CO2 mon Amour de France Inter de 2009 à 2015. Nombre de ses musiques à l’image sont publiées par Kosinus ou Universal Publishing Production Music. En 2021, en compagnie du compositeur François-Elie Roulin, il fonde le label de librairie musicale Storytelling series(distribué par BMG Production Music)

## Direction musicale, arrangements et réalisation
En parallèle, il est amené à prendre la direction musicale de différentes productions, comme l’émission TV La Fête de la chanson française (2009, France 2), le concert de Salvatore Adamo au théâtre du Châtelet en 2008 ou encore la tournée de Bénabar, En aparté, en 2013.
À partir de 2000, en compagnie d’Alain Cluzeau, il arrange ou co-réalise de nombreux albums de variété française, dont Bénabar, Les risques du métier - victoire de la musique album de chansons, variétés de l'année 2004 ou Salvatore Adamo, Le Bal des gens bien - disque de platine.

## Albums personnels
- Une Collection (2022 - Storytelling Series)
- Steampunk (2019 - Koka / Universal Music UPPM)
- Drama String Quartet (2018 - Kosinus / Universal Music UPPM)
- Observing (2017 - Kosinus / Universal Music UPPM)
- Modern string ensemble (2016 - Kosinus / Universal Music UPPM)
- Pièces rapportées (2016 - Pas la peine)
- Cycle of life (2015 - Kosinus / Universal Music UPPM)
- Le cabinet de curiosités (2013 - Volvox-music / Pas la peine) Sélection FIP classique, **** Classica
- En danger (2011 - Volvox-music / Pas la peine)
- Il manque une pièce - version opéra parlé avec Philippe Adam et Jean Guidoni (2011 - Joca Seria)
- Canal Tamagawa[10] (2010 - Pas la peine)
- Canal Tamagawa - version opéra parlé avec Philippe Adam et Kenzo Saeki (2005 - Éditions Verticales)
- Désolé : perdus corps et biens - en duo avec Elisa Point (2009 - Volvox-music) Sélection FIP, ƒƒƒ Télérama[11]

## Albums comme arrangeur
- Jeanne Plante : Quand les poules auront des dents (2022 - Victorie Music / PIAS) co-arrangeur avec Jérémie Pontier, également réalisateur, album TTTT Télérama[12]
- Jeanne Plante : Farces et attrapes (2016 - Tac au Tac) avec François Morel, Olivier Py, Sanseverino, Nicolas Jules et Chloé Lacan, également réalisateur
- Salvatore Adamo : Adamo chante Bécaud (2014 - Polydor) Arrangements cordes 5 titres
- Bénabar : Inspiré de faits réels (2014 - SONY) single : Paris by night, arrangements cuivres et programmation
- Jeanne Plante : La veuve araignée (2012 - BP prod) également réalisateur
- Maxime Le Forestier (tribute) : La maison bleue (2011 - Polydor) Salvatore Adamo, La fiancée, Sam, Daphné, Stanislas, Juliette & F. Morel, Ayo & Féfé, Emily Loizeau, arrangements cordes et vents
- François Morel : Le soir, des Lions (2010 - Polydor) Arrangements (avec Antoine Sahler) également co-réalisateur avec Alain Cluzeau.
- Régine : Régine's duets[13] (2010 - AZ) duos avec : Jane Birkin, Paolo Conte, Boy George, Maurane, Édouard Baer, Bernard Lavilliers, Didier Wampas, Pierre Palmade, Juliette, Cali, Fanny Ardant, La Grande Sophie
- Jean Guidoni : Etranges étrangers (2008 - Edito) également réalisateur
- Yves Duteil : (fr)agiles (2008 - Éditions de l'écritoire)
- Salvatore Adamo : Le Bal des gens bien (2008 - Polydor) duos avec Bénabar, Laurent Voulzy, Julien Doré, Jeanne Cherhal, Yves Simon, Raphaël, Isabelle Boulay, Stanislas, Alain Souchon, Loane, Renan Luce, Adrienne Pauly, Cali, Thomas Dutronc, Calogero, Olivia Ruiz) - également co-réalisateur avec Alain Cluzeau
- Salvatore Adamo : La part de l'ange (2007 - Polydor) également co-réalisateur avec Alain Cluzeau et Edith Fambuena
- Orianne : Mes clics et mes claques (2006 - Polydor) également réalisateur 8 titres, claviers & direction cordes
- Salvatore Adamo : Un soir au Zanzibar (2004 - Polydor)
- Juliette Gréco : Bonus DVD (2004 - Polydor) titre : Les beaux jours reviennent (écrit par Bénabar)
- Bénabar : Les risques du métier (2003 - Zomba - SONY)
- Bénabar : Bénabar (2000 - Zomba - SONY)
- Elisa Point : La panoplie des heures heureuses (2000 - M10) également compositeur et réalisateur